# お茶の水女子大学附属中学校
お茶の水女子大学附属中学校（おちゃのみずじょしだいがくふぞくちゅうがっこう、英: Junior High School of Ochanomizu University）は、東京都文京区大塚にある男女共学の国立中学校。略称は「お茶中」。
設置者は国立大学法人お茶の水女子大学。

## 概要
- 高等学校・大学は女子のみであるが、附属幼稚園・小学校・中学校は男女共学である。
- 中学の男女比は1:2[1]と決まっているため、生徒のうち2/3が女子生徒である。
- 附属中学校は上記の附属小学校からの内部連絡進学者に加え、外部から男子約15名、女子35名（年度によって異なる）が受検により入学する。また、帰国生徒枠で、男子約5名、女子約8名が同じく受験により入学する。なお、帰国生徒の人数は、年度によって大きく異なる。受検問題は男女共通であるが、別枠での募集となり、合否基準も異なる。

### 校訓
- 「自主自律 ・ 広い視野」

### 校章
- 八稜鏡[2]を背景に、蘭と菊の模様と「中」の文字を配している。

### 校歌
- 「みがかずば」みがかずば 玉もかがみも なにかせん 学びの道も かくこそありけれ[3]
  - 作詞 - 昭憲皇太后（明治天皇の皇后）
  - 作曲 - 東儀季熙（宮内省雅楽課）
    - 日本初の校歌であり、お茶の水女子大学および附属学校の校歌となっている。

## 教員勤務時間
8：10～16：40。休憩時間は12：30～13：15。

## 沿革

### 前身
- 1882年（明治15年）7月 - 東京女子師範学校附属高等女学校が創設。

### 開校
- 1947年（昭和22年）4月1日 - 6・3・3の新学制実施（学制改革）に伴い、東京女子高等師範学校附属中学校（新制）が開校。男女共学となる。
  - 附属高等女学校（旧制）の1・2学年修了者と附属小学校高等科第1学年修了者を新制中学校2・3年生とする。
  - 新しく入学した男子24 名、女子76名を1年生として発足。
- 1949年（昭和24年）4月1日 - 国立学校設置法により、お茶の水女子大学（新制大学）が設置され、東京女子高等師範学校が包括される。
- 1952年（昭和27年）4月1日 - 東京女子高等師範学校の廃止に伴い、お茶の水女子大学文教育学部附属中学校に改称。
- 1979年（昭和54年）4月1日 - 帰国子女教育学級が発足。帰国子女の受け入れを始める。
- 1980年（昭和55年）4月1日 - 組織改編で附属学校部が組織され、お茶の水女子大学附属中学校（現校名）と改称。
- 1991年（平成3年）- 体育館が完成。
- 2004年（平成16年）4月1日 - 国立大学法人化される。

## 施設
- 第1校舎
- 第2校舎
- 中庭
- 技術科教育棟
- 体育館（アリーナ・武道場）
- テニスコート
- グラウンドは大学と共用。1 郊外園・勤労教育・技術科「生物の育成」
- 郊外園（東村山市萩山町）
- 自動販売機

## 学級編成
- 1年時に帰国生徒学級がある。2年生になると2クラスに配属(菊と松)され、一般学級との混成となる。3年生になると、全クラスに配属される。
- 学級の名称
  - 1年生 - 竹（帰国生徒学級）・蘭・菊・梅の4学級。
  - 2･3年生 - 松、蘭、菊、梅の4学級。
    - 各学級の略称はローマ字の頭文字をとって、T（竹）・M（松）・R（蘭）・K（菊）・U（梅）。

## 学校行事
- 3学期制である。

### 1学期
- 4月 - 始業式・着任式、入学式、委員選挙・任命式、新入生歓迎会、部活動紹介、避難訓練、面談、情報モラル講習会
- 5月 - 生徒総会、健康診断、体育大会
- 6月 - 教育実習Ⅰ期、1年移動教室、2年林間学校、3年修学旅行
- 7月 - 1学期期末考査、盛夏時自由服期間（～9月）

### 2学期
- 8月 - 夏季休業
- 9月 - 教育実習Ⅱ期、生徒祭（文化祭）
- 10月 - 2学期中間考査、生徒会役員選挙、
- 11月 - 面談、生徒会役員任命式、2学期期末考査、芸術鑑賞会、創立記念日
- 12月 - マラソン大会

### 3学期
- 1月 - 冬季休業
- 2月 - 入学検定（入学試験）、学年末考査
- 3月 - 避難訓練、合唱コンクール、歓送会、卒業式、修了式・離任式

### 郊外園
- 勤労教育の一環として、旧制小学校高等科・高等女学校時代の1939年（昭和14年）に開始した。 郊外の農園（郊外園）まで行き、作物を栽培する学習や作業を行っている。2019年度（平成31年度）をもって活動を終了した。[5]
- 郊外園は東村山市萩山にあり、面積は約1,300坪。

## 部活動
- サッカー部
- バスケットボール部
- バレーボール部
- バドミントン部
- 硬式テニス部
- 卓球部
- 水泳部
- ダンス部
- 科学部
- 文化創造部
- 吹奏楽部
- 演劇部

## 制服
- セーラー服または紺色の詰襟。夏季は半袖ワイシャツ
  - 徽章付きの「お茶中ベルト」[6]を着用する。
  - 6月下旬から9月中旬ごろまでは「自由服期間」があり、これは制服でも私服でもどちらでも登校してよい期間となっている。なお、校章バッジを付けることになっている。この制度は生徒の意見を取り入れて作られた。

## 著名な出身者
- 相原史乃 - 政治家
- 秋田喜代美 - 教育学者
- 阿久津幸彦 - 政治家
- 石井幹子 - 照明デザイナー
- 石岡瑛子 - アートディレクター、デザイナー
- 一方井誠治 - 経済学者
- 江戸京子 - ピアニスト
- 奥田誠治 - 映画プロデューサー
- 加々美勝久 - 教育者
- 加藤青延 - ジャーナリスト
- 唐沢美帆 - 女優
- 川口浩 - 政治家
- 川村京子 - 筝曲家
- 木村聡子 - 歌手、声優、ディレクタ-
- きよら羽龍 - 宝塚歌劇団
- 佐々木大樹 - レーサー
- 佐々木チワワ - ライター
- 佐島直子 - 国際政治学者
- 佐藤玲 - 女優
- 杉山真也 - アナウンサー
- 脊山麻理子 - アナウンサー
- 田中希代子 - ピアニスト
- 谷山浩子 - シンガーソングライター
- 鶴見萌 - アイドル
- 戸田奈津子 - 映画字幕翻訳家
- 利根川展 - テレビプロデューサー
- 灰島かり - 児童文学研究者、翻訳家
- 橋詰彩季 - 元アナウンサー
- 悠仁親王 - 皇族
- 広中和歌子 - 政治家
- 福田和也 - 文芸評論家
- 別所純子 - フィギュアスケート
- 森まゆみ - 作家
- 水沢めぐみ - 漫画家
- 三田村雅子 - 国文学者
- 室伏きみ子 - 生物学者
- 華恵 - エッセイスト、モデル
- 山口果林 - 女優

## その他
- かつては附属幼稚園～高校まで内部進学で上がり、その上でさらにお茶の水女子大学を卒業した者を｢お茶漬け｣と呼んだ時期があったが、現在は用語自体が廃れておりあまり使われない。
- 2019年（平成31年）4月に悠仁親王が入学した。
- 2019年4月26日に、校内に刃物を持った50代の男が侵入し悠仁親王の机上に刃物を置くという事件が発生した。後に男は逮捕された[7]。
- 2019年9月中旬に、同校の30代男性教諭が2年生の男子生徒を足蹴りにし、肋骨骨折の怪我を負わせていたことが明らかになった。警視庁大塚警察署が傷害容疑で該当の教諭から事情を聴いていたが[8]、当該教諭は自宅謹慎中に自主退職。

## 関連校
- 東京女子高等師範学校
- お茶の水女子大学
  - お茶の水女子大学附属高等学校
  - お茶の水女子大学附属中学校
  - お茶の水女子大学附属小学校
  - お茶の水女子大学附属幼稚園
  - 文京区立お茶の水女子大学こども園

## 提携校進学制度
2017年度に導入された筑波大学附属高等学校との提携校進学制度があり、推薦で同校に進学することが可能である。2022年度入試で悠仁親王がこの制度を利用して合格している。
2022年度が同制度の期限であったが、さらに5年間延長することが永田恭介筑波大学学長によって発表された。